# Vrbica (Foča-Ustikolina, BiH)
Vrbica je naseljeno mjesto u općini Foči-Ustikolini, Federacija BiH, BiH. Godine 1950. pripojeno je naselju Vina (Sl.list NRBiH, br.10/50). Nalazi se na 542 m nadmorske visine.